# Ctenosaura quinquecarinata
Ctenosaura quinquecarinata є видом ящірок родини ігуанових, що походить із Центральної Америки.

## Поширення
Він зустрічається в Коста-Риці та Нікарагуа.. Інші джерела вказують його також з Мексики та Сальвадору. Його природне місце проживання — сухі тропічні ліси.

## Опис
Хвіст цього виду добре вкритий 5 кільцями шипів, які утворюють поздовжні хребти. Самці цього виду виростають до 35 сантиметрів, а самиці досягають 18.5 сантиметрів. Як і більшість ктенозаврів, ці ігуани народжуються яскраво-зеленого кольору, який із віком стає коричневим. Самиці, як правило, набувають рівномірного сіро-коричневого кольору, а у самців на тілі та голові на коричневому тлі з’являються відтінки чорного, синього та жовтого кольорів.